# Simon Pierre Tchoungui
Simon Pierre Tchoungui (ur. 28 października 1916, zm. w lipcu 1997) – kameruński polityk, premier Wschodniego Kamerunu od 20 listopada 1965 do 2 czerwca 1972; doktor nauk medycznych.
Od 1928 uczęszczał do szkoły prowadzonej przez misjonarzy z Akono. Po jej ukończeniu przeniósł się do szkoły regionalnej, którą skończył w 1938. Jako jeden z najlepszych uczniów otrzymał możliwość nauki w szkole wyższej w Jaunde. Pracował jako pielęgniarz, a następnie kierował placówką medyczną w Mbalmayo. W 1940 został zatrudniony w szpitalu w Bafii.
W lutym 1943 wstąpił jako ochotnik do Wolnych Francuzów de Gaulle`a. Brał udział w wyzwoleniu Francji. Po wojnie studiował w wyższej szkole medycznej w Dakarze, którą ukończył z wyróżnieniem w 1946. W 1947 został kierownikiem placówki medycznej w Bafoussam. Wkrótce przeszedł do centralnego szpitala w Jaunde. Był zastępcą dyrektora medycznego, odpowiadając za oddziały chirurgiczny i porodowy. W latach 50. kontynuował naukę medycyny w Paryżu. W 1956 otrzymał stopień doktora nauk medycznych na podstawie pracy poświęconej występowaniu i leczeniu gruźlicy w Kamerunie.
Po powrocie do kraju we wrześniu 1956 pracował w Ministerstwie Zdrowia w wydziale ds. leczenia gruźlicy. Jednocześnie był inspektorem medycznym w szkolnictwie. W styczniu 1957 otrzymał nominację na dyrektora gabinetu ministra. Dwa lata później został pełnomocnikiem ds. kontaktów zagranicznych w Ministerstwie Zdrowia Publicznego. W marcu 1960 dyrektorem medycznym centralnego szpitala w Jaunde i jednocześnie przewodniczącym kameruńskiego Czerwonego Krzyża, jak też Związku Weteranów Wojennych.
20 października 1961 otrzymał nominację na ministra zdrowia w gabinecie Charlesa Assale. Cztery lata później – 20 listopada 1965 przejął funkcję premiera Kamerunu Wschodniego od Vincenta Paula Ahandy. Kierował rządem do momentu zjednoczenia Kamerunu Wschodniego i Zachodniego w jedno państwo.